# Oenanthe monacha
La collalba monje (Oenanthe monacha) es una especie de ave paseriforme de la familia Muscicapidae propia del suroeste de Asia y extremo nororiental de África.

## Descripción

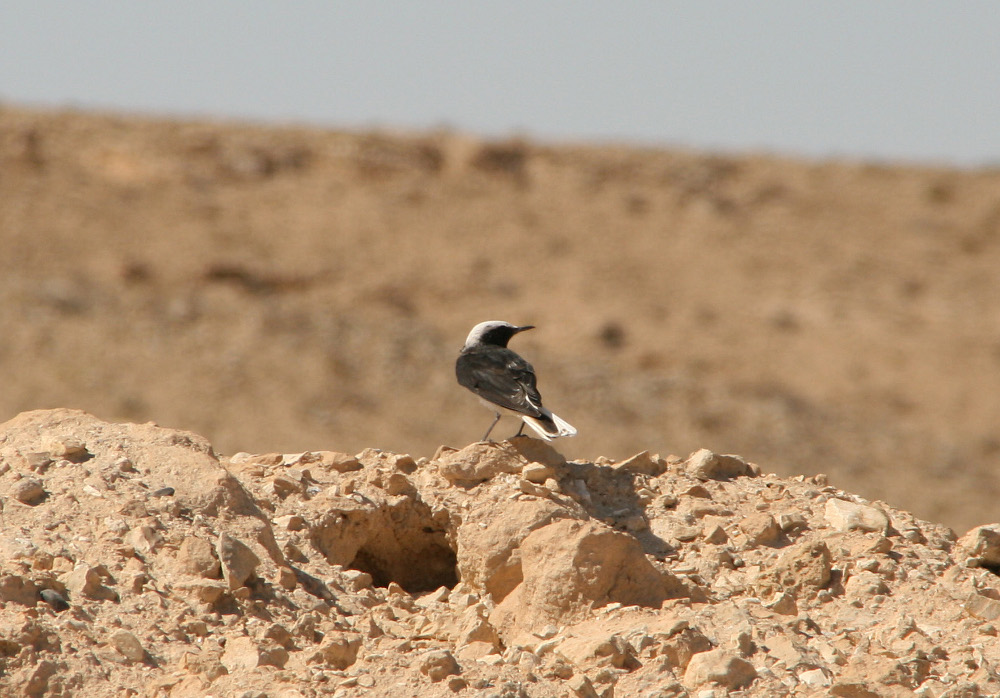
Macho en Israel.

La collarba monje mide entre 15,5 y 17 cm de largo. Presenta un marcado dimorfismo sexual. En la época de cría estival el macho es un pájaro de plumaje blanco y negro. Su rostro, cuello, manto, parte superior del pecho y alas son de color negro. Presenta una mancha blanca en su frente, píleo y nuca. También son blancos su vientre, parte inferior del pecho y obispillo. Su cola es blanca salvo una lista negra en la parte terminal de las plumas centrales, y sendas pequeñas manchas negras en las punta de las exteriores. En cambio, la hembra es de color arena uniforme, algo más claro en las partes superiores y más oscuro en las alas. El patrón de color de la cola es parecido al del macho, pero en tonos arena y pardo. Su obispillo es de color ocre.

## Distribución y hábitat
Es un pájaro sedentario de desiertos áridos desde el este de Egipto, a través de Arabia hasta Irán y Pakistán. Cría en barrancos y acantilados de zonas áridas, aunque en invierno se expande por zonas más abiertas.

## Comportamiento
La collalba monje se alimenta de insectos, que a menudo caza al vuelo. Su llamada es una silbido tipo vit, y su canto es un trino áspero.
Construye su nido entre las grietas de las rocas, donde ponen entre 3-6 eggs por puesta.